# Peñón Blanco (kommun)
Peñón Blanco är en kommun i Mexiko.   Den ligger i delstaten Durango, i den centrala delen av landet, 800 km nordväst om huvudstaden Mexico City.
Följande samhällen finns i Peñón Blanco:
- Peñón Blanco
- Yerbanís
- Colonia Juárez
- San Pedro del Álamo